# Marija Wladimirowna Ender
Marija Wladimirowna Ender (russisch Мария Владимировна Эндер; * 1897 in Sankt Petersburg; † 1942 in Leningrad) war eine russische Malerin.

## Leben
Marija Ender war Tochter eines Gärtners deutscher Abstammung. Ihr Urgroßvater war ein sächsischer Glasmacher, der sich in St. Petersburg niedergelassen hatte. Wie ihre Geschwister Boris (1893–1960), Ksenija (1895–1955) und Juri (1898–1963) besuchte sie die Petrischule in St. Petersburg, zeigte starke künstlerische Neigungen und interessierte sich sehr für Musik, Dichtung und Theater.
Marija Ender studierte 1915–1918 Philologie in Petrograd im Pädagogischen Institut und anschließend 1918–1922 Kunst in den Freien Künstlerischen Werkstätten (SWOMAS) (Nachfolgeorganisation der kaiserlichen Kunstakademie) bei Kasimir Malewitsch und Michail Wassiljewitsch Matjuschin, den sie 1916 kennengelernt hatte, und speziell in Matjuschins Werkstatt für den Räumlichen Realismus, so dass sie 1923 in Matjuschins avantgardistische Sorwed (Sehen und Führen)-Gruppe eintrat wie schon ihre Geschwister Boris und Ksenija. Einige ihrer Werke wurden 1923 auf der Gemäldeausstellung Petrograder Maler aller Richtungen gezeigt, 1924 auf der Vierzehnten Biennale di Venezia, sowie 2017 auf der documenta 14.
1923 arbeitete Marija Ender im Museum für Künstlerische Erziehung in Petrograd und auch in der Abteilung für organische Kultur des von Matjuschin geleiteten Staatlichen Instituts für künstlerische Kultur (bis 1926), wo sie 1925–1926 das Laboratorium zur peripheren Wahrnehmung von Farb-Formen leitete. Ab 1927 arbeitete sie im Physico-Physiologischen Laboratorium des Instituts für Kunstgeschichte.
Ender war Dozentin für Farblehre am Institut für Proletarische Schöne Kunst (1929–1932), am Institut für Zivile Luftfahrt (1930), am Leningrader Institut für Städtebau und an der Technischen Hochschule für Kunst und Industrie (1930). Daneben studierte sie die Wahrnehmung von Farben am Leningrader Hirnforschungsinstitut und arbeitete als Beraterin für die farbliche Gebäude-Gestaltung in Leningrad. 1932 assistierte sie Matjuschin bei seiner Studie Gesetzlichkeit der Veränderung von Farbkombinationen: Nachschlagewerk für Farben. Sie beteiligte sich mit ihrem Bruder an der Ausgestaltung des Pavillons der UdSSR auf der Weltfachausstellung Paris 1937 sowie auf der Weltausstellung New York 1939. 1938–1939 gestaltete sie zusammen mit ihrem Bruder Boris und E. Ja. Astafew den Pavillon Leningrad auf der Allunionsausstellung der Volkswirtschaft der UdSSR in Moskau.
Sie starb 1942 während der Belagerung Leningrads und wurde in einem Massengrab begraben.